# Episodi di E.R. - Medici in prima linea (nona stagione)
La nona stagione della serie televisiva E.R. - Medici in prima linea è andata in onda negli Stati Uniti sulla NBC dal 26 settembre 2002 al 15 maggio 2003.
In Italia la stagione è andata in onda su Rai 2 dal 22 settembre al 1º dicembre 2003.
Mekhi Phifer, dopo essere apparso come personaggio ricorrente nella stagione precedente, entra nel cast regolare.
| nº | Titolo originale              | Titolo italiano              | Prima TV USA      | Prima TV Italia   |
| -- | ----------------------------- | ---------------------------- | ----------------- | ----------------- |
| 1  | Chaos Theory                  | La teoria del caos           | 26 settembre 2002 | 22 settembre 2003 |
| 2  | Dead Again                    | Il posto di Elizabeth        | 3 ottobre 2002    | 22 settembre 2003 |
| 3  | Insurrection                  | Insurrezione                 | 10 ottobre 2002   | 29 settembre 2003 |
| 4  | Walk Like a Man               | Un quarto d'ora di celebrità | 17 ottobre 2002   | 29 settembre 2003 |
| 5  | A Hopeless Wound              | Infezione mortale            | 31 ottobre 2002   | 6 ottobre 2003    |
| 6  | One Can Only Hope             | Non arrendersi               | 7 novembre 2002   | 6 ottobre 2003    |
| 7  | Tell Me Where It Hurts        | Guai per Abby                | 14 novembre 2002  | 13 ottobre 2003   |
| 8  | First Snowfall                | Il cuore di Toby             | 21 novembre 2002  | 13 ottobre 2003   |
| 9  | Next of Kin                   | Affari di famiglia           | 5 dicembre 2002   | 20 ottobre 2003   |
| 10 | Hindsight                     | Il passato che torna         | 12 dicembre 2002  | 20 ottobre 2003   |
| 11 | A Little Help From My Friends | Qualcuno su cui contare      | 9 gennaio 2003    | 27 ottobre 2003   |
| 12 | A Saint in the City           | L'assessore                  | 16 gennaio 2003   | 27 ottobre 2003   |
| 13 | No Good Deed Goes Unpunished  | Ambulatorio Carter           | 30 gennaio 2003   | 3 novembre 2003   |
| 14 | No Strings Attached           | Appuntamento al buio         | 6 febbraio 2003   | 3 novembre 2003   |
| 15 | A Boy Falling Out of the Sky  | Un ragazzo caduto dal cielo  | 13 febbraio 2003  | 10 novembre 2003  |
| 16 | A Thousand Cranes             | Mille gru                    | 20 febbraio 2003  | 10 novembre 2003  |
| 17 | The Advocate                  | Incidente di percorso        | 13 marzo 2003     | 17 novembre 2003  |
| 18 | Finders Keepers               | Missile all'opera            | 3 aprile 2003     | 17 novembre 2003  |
| 19 | Things Change                 | Le cose cambiano             | 24 aprile 2003    | 24 novembre 2003  |
| 20 | Foreign Affairs               | Partenza                     | 1º maggio 2003    | 24 novembre 2003  |
| 21 | When Night Meets Day          | L'eclissi                    | 8 maggio 2003     | 1º dicembre 2003  |
| 22 | Kisangani                     | Kisangani                    | 15 maggio 2003    | 1º dicembre 2003  |

## La teoria del caos
- Titolo originale: Chaos Theory
- Diretto da: Jonathan Kaplan
- Scritto da: Jack Orman e R. Scott Gemmill

### Trama
Gli eventi riprendono da dove si era conclusa la stagione precedente: l'ospedale rimane ancora sigillato, mentre il Centro per il Controllo delle Malattie indaga sulla misteriosa e mortale patologia che obbliga John, Abby e gli altri alla quarantena. Mentre Susan inizialmente è lasciata sola a combattere per salvare un paziente, John e Abby si abbandonano al loro romantico destino nei giorni che trascorrono in reparto con Jing-Mei, Gregory e il sempre presente barbone Stan. Nel frattempo Elizabeth, da poco vedova, si sforza di adattare le sue competenze alla natia Inghilterra; la donna è tenuta d'occhio dagli attenti genitori. Robert, in attesa di un'eliambulanza, viene gravemente ferito dal rotore posteriore del mezzo che gli amputa di netto il braccio.

## Il posto di Elizabeth
- Titolo originale: Dead Again
- Diretto da: Richard Thorpe
- Scritto da: Dee Johnson

### Trama
Il caos regna sovrano al pronto soccorso, che è sovraccaricato di pazienti dopo che un altro ospedale è stato chiuso. Elizabeth compie un emozionante ritorno, mentre l'aggressivo Gregory irrita i colleghi resuscitando la vittima di attacco cardiaco già dichiarata deceduta. Appena la riservata Elizabeth vede il pronto soccorso per la prima volta dopo la morte di Mark, si scontra con una turbata Kerry. Nel frattempo, John e la vivace Abby duramente cercano di celare la loro crescente attrazione reciproca; Michael riceve una significativa lezione mentre svolge un turno a psichiatria; Robert affronta una difficile nuova sfida: recuperare l'uso del braccio dopo il trauma subito.

## Insurrezione
- Titolo originale: Insurrection
- Diretto da: Charles Haid
- Scritto da: Yahlin Chang e Jack Orman

### Trama
Dopo che un arrabbiato tossicodipendente punta una pistola su Jing-Mei e sugli altri membri dello staff John, infuriato, guida una piccola rivolta atta a protestare contro la negata installazione in reparto dei metal detectors. La protesta mette a rischio la vita di alcuni pazienti. Altrove, Susan confessa a un'anziana e stanca donna che il figlio purtroppo sta morendo a causa del morbo di Huntington, lo stesso che ha ucciso il padre dell'uomo. Gregory cerca di salvaguardare il fratello, disabile nello sviluppo; più tardi conforta Jing-Mei dopo la sua brutta avventura con il tossicomane. John si occupa di una prostituta dodicenne; il fratello di Abby dà una lunga occhiata al reparto quando arriva in visita al County General.

## Un quarto d'ora di celebrità
- Titolo originale: Walk Like a Man
- Diretto da: Félix Enríquez Alcalá
- Scritto da: David Zabel

### Trama
Il giovane Michael si occupa del trattamento di un'anziana paziente, spesso sotto le sue cure; più tardi litiga con Gregory quando quest'ultimo fa ricoverare un giovane ranger che ha tentato il suicidio in psichiatria, mentre Michael aveva promesso di aiutarlo in altro modo. Similmente, un protettivo John si agita quando scopre che la fidanzata Abby si è sbronzata a una festa con le colleghe. Altrove, Kerry non è più lei poiché continua a commettere imbarazzanti errori, addirittura sotto l'occhio vigile di una telecamera che promuove l'uso del vaccino antinfluenzale; Luka si prende cura di una bambina che ha delle difficoltà renali, ma sembra più interessato alla madre della ragazzina; Elizabeth cura la moglie di un anziano cittadino che soffre di Alzheimer.

## Infezione mortale
- Titolo originale: A Hopeless Wound
- Diretto da: Laura Innes
- Scritto da: Julie Hébert e Joe Sachs

### Trama
Un incendio sospetto ad Halloween riempie il pronto soccorso di pazienti, tutti bizzarramente mascherati, frustrando molto Gregory. Nel frattempo un insoddisfatto Robert che non è ancora riuscito a recuperare la piena funzionalità del braccio, permette che la sua recente ferita interferisca col suo giudizio quando dirige Elizabeth in un'operazione su un ragazzo con una fascite necrotizzante. Altrove, l'infermiera Chuny minaccia di denunciare un danno commesso da Luka, che deve anche curare una non più giovane madre che non accetta che il suo neonato non sopravviva al parto. Abby e John si abbigliano con suggestivi costumi adatti alla giornata. Lo staff dà il benvenuto a un nuovo tirocinante di chirurgia molto fuori corso, Paul Nathan, che cerca di superare un brutto handicap fisico, il morbo di Parkinson.

## Non arrendersi
- Titolo originale: One Can Only Hope
- Diretto da: Jonathan Kaplan
- Scritto da: Bruce Miller

### Trama
Elizabeth ha degli screzi con il suo nuovo studente di chirurgia, riguardanti il suo intervento nelle cure di una giovane donna che aveva firmato un documento in cui non voleva essere rianimata. Anche John si scontra con l'uomo. Abby è meravigliata dal comportamento eccentrico del fratello Eric, in visita a Chicago con la nuova fidanzata; inoltre viene a conoscenza di una denuncia ufficiale fatta da un'infermiera ai danni di Luka, il suo ex fidanzato. Gregory conforta Jing-Mei dopo che la dottoressa è stata minacciata da un paziente; Elizabeth sospetta che una quattordicenne, trovata priva di sensi alla fermata della metropolitana, sia stata violentata. Il padre per tutelare la figlia chiede alla dottoressa di tacere l'accaduto, ma la verità è che la ragazza ha preso la ketamina volontariamente per esaltare l'esperienza del sesso di gruppo.

## Guai per Abby
- Titolo originale: Tell Me Where It Hurts
- Diretto da: Richard Thorpe
- Scritto da: R. Scott Gemmill

### Trama
Mentre Abby teme il peggio quando il fratello malato scompare improvvisamente, John e Jing-Mei curano una spaventata babysitter immigrata cinese. I medici sospettano che la ragazza sia stata violentata dal suo datore di lavoro, ma la realtà supera l'immaginazione. Altrove Nathan, il nuovo medico, lottando per superare il suo handicap fisico, cerca di aiutare in pronto soccorso: i suoi consigli ai pazienti però non sono apprezzati dai colleghi. Luka non sembra capace di calmare i suoi appetiti sessuali, ma la sua ammirabile dedizione nel cercare di trovare un oculista per una giovane vittima di una sparatoria lo caccia in guai più seri; Michael e la dottoressa Harkins iniziano un gioco per comparare le loro conoscenze mediche; Kerry riceve delle attese buone notizie: è incinta.

## Il cuore di Toby
- Titolo originale: First Snowfall
- Diretto da: Jack Orman
- Scritto da: Jack Orman

### Trama
L'incubo familiare di Abby continua quando, con Michael, va in una base militare nel Midwestern alla ricerca del fratello disertore. Lì incontra nuovamente la madre e insieme cercano di sventare la corte marziale che incombe su di lui. Il sospetto che soffra dello stesso disturbo mentale della madre, prende sempre più corpo. Nell'innevato ospedale di Chicago, invece, John lotta per lasciare la città e raggiungere la fidanzata; Elizabeth al contrario cura un'intera famiglia, travolta da un camionista mentre costruivano un pupazzo di neve. La dottoressa cerca di aiutare il padre a prendere una decisione di vitale importanza, nel frattempo simpatizza con il dottor Nathan, che deve vedersela con l'aggravarsi dei sintomi del morbo di Parkinson.
- Altri personaggi: Josh Hutcherson (Matt), Sally Field (Maggie)

## Affari di famiglia
- Titolo originale: Next of Kin
- Diretto da: Paul McCrane
- Scritto da: Dee Johnson

### Trama
Abby soffre molto quando la problematica madre interferisce con le cure in ospedale psichiatrico del fratello bipolare, lo vuole infatti riportare con sé nel Minnesota. Pratt si occupa di una ragazzina spaventata, ferita insieme al padre in un incidente d'auto. Il padre muore durante l'intervento e la giovane si ritrova sola al mondo dato che la madre l'ha abbandonata anni prima. Si scopre poi che la ragazzina nasconde un terribile segreto: è in realtà un maschio e solo il padre l'accettava per quello che era. La madre verrà contattata in quanto parente più prossima e porterà il figlio a vivere con la sua nuova famiglia, non prima di avergli tagliato i capelli e costretto a un'identità sessuale che non gli appartiene. In seguito Pratt si prende carico del problema del fratello Leon, licenziato dal lavoro. Nel frattempo un dissoluto Luka stringe un improbabile patto con un'anziana donna sola, che gli offre un assegno di ben 10.000 dollari. Jing-Mei è pervasa da tristi ricordi quando un bambino viene abbandonato nel pronto soccorso, mentre la paziente di Susan è vittima di violenza domestica da parte del figlio.

## Il passato che torna
- Titolo originale: Hindsight
- Diretto da: David Nutter
- Scritto da: David Zabel

### Trama
L'episodio, a spezzoni, racconta gli eventi accaduti appena prima di Natale, in ordine cronologico inverso. La turbolenta vita di Luka, che sta smaltendo una sbornia, si avvicina alla tragedia quando la sua auto accidentalmente ne colpisce un'altra sulla strada ghiacciata. I passeggeri, padre e figlio, sono feriti; Luka intanto si accorge che Erin Harkins, la tirocinante del pronto soccorso che era in macchina con lui, ha lesioni interne. Al pronto soccorso, il medico lotta per aiutare un giovane malato, che combatte per la sua vita. Abby e l'intero staff del reparto si occupano di un paio di nani molto belligeranti e di una giocatrice di hockey con una ferita alla testa.

## Qualcuno su cui contare
- Titolo originale: A Little Help from My Friends
- Diretto da: Alan J. Levi
- Scritto da: Julie Hébert

### Trama
Quando Gregory è sorpreso a portare una pistola nel pronto soccorso, John si sente obbligato a difenderlo. Il comportamento eccentrico del collega però fa cambiare idea al medico. Nel frattempo Kerry spera di riuscire a nascondere la sua gravidanza, ma complicazioni fisiche possono compromettere i suoi piani. Alcune perdite di sangue la mettono in allarme, e la donna scopre, con l'aiuto di Abby, di aver perso il bambino. Altrove, Susan tiene d'occhio un paziente autolesionista, che ammette di molestare i bambini; Luka, profondamente colpito dalle sue negligenze, viene avvertito da Robert di non ammettere le sue colpe ai familiari di un paziente che ha curato; Jing-Mei si occupa di alcuni studenti di matematica in overdose di ritalin; Michael si confronta con una giovane moglie che ha dei progetti per il molto anziano marito morente.

## L'assessore
- Titolo originale: A Saint in the City
- Diretto da: Peggy Rajski
- Scritto da: Bruce Miller

### Trama
Kerry è presa tra due fuochi quando un influente assessore, arrivato al pronto soccorso per una caduta, risulta positivo al test della sifilide. L'informazione probabilmente potrebbe diventare di dominio pubblico. Nel frattempo, John è impressionato quando incontra un anziano e irascibile medico, che gestisce una clinica in città. Altrove Luka, a fin di bene, piega la sua morale ingannando un paziente, e dicendogli che la moglie in stato terminale è già morta; Gregory decide da solo di invitare il figlio tossicodipendente di una madre morente al suo capezzale, mentre tiene d'occhio il fratello mentalmente disturbato che ha ottenuto un nuovo lavoro; Kerry e Luka non si trovano d'accordo su cosa fare con un bambino la cui frequente storia medica suggerisce un abuso paterno.

## Ambulatorio Carter
- Titolo originale: No Good Deed Goes Unpunished
- Diretto da: Nelson McCormick
- Scritto da: R. Scott Gemmill

### Trama
Il protettivo Gregory è confuso quando il suo mentalmente instabile fratello Leon lo conduce a occuparsi di un sospettato gravemente ferito, responsabile di furto e rapina, che ha coinvolto anche il facilmente influenzabile ragazzo. John stupisce Abby quando decide di andare in Africa, dove il bisogno di medici è maggiore. Nel frattempo, il giovane assiste il malato dottor McNulty, l'intrattabile signore che ha recentemente incontrato e che gestisce una clinica medica. L'ancora emozionalmente fragile Robert cammina sull'orlo del disastro e riceve una notizia negativa riguardante il suo recupero; Kerry intanto rincontra il grato assessore che le porta generose donazioni per l'ospedale; un dotato nuovo chirurgo tenta un approccio verso la scioccata Elizabeth.

## Appuntamento al buio
- Titolo originale: No Strings Attached
- Diretto da: Jonathan Kaplan
- Scritto da: Dee Johnson

### Trama
Abby è sconvolta quando apprende che Erik, sofferente di bipolarità, è sparito mentre sorvolava i Grandi Laghi. Lo staff ospedaliero deve occuparsi di un gruppo di ragazze adolescenti, che sono state travolte con l'auto da una compagna sofferente di una rara malattia che può avere causato la tragedia. La relazione tra Jing-Mei e Gregory arriva a nuovi risvolti; una ragazza vuole attuare delle estreme misure per mantenere in vita l'anziana madre; Kerry ottiene un nuovo incarico dall'assessore che aveva aiutato in passato, a discapito però di Robert, che le fa sapere cosa pensa di lei; Susan riflette sul suo appuntamento al buio con un fusto.

## Un ragazzo caduto dal cielo
- Titolo originale: A Boy Falling Out of the Sky
- Diretto da: Charles Haid
- Scritto da: R. Scott Gemmill e Yahlin Chang

### Trama
Quando John torna dalla sua vacanza subacquea, Abby vira pericolosamente vicina al crollo totale nel tentativo di affrontare una moltitudine di problemi. Kerry affronta l'uomo che le ha rubato la borsetta; Gregory accompagna i paramedici e più tardi si sorprende di ciò che accade a un barbone in stato comatoso trovato a lato di una strada. Mentre Abby attende notizie riguardanti il fratello scomparso e si occupa della madre in difficoltà, lei e John cercano di mantenere in vita un ragazzino cerebralmente morto per confortarne gli accorati genitori. Altrove, Luka finalmente arriva al pronto soccorso in tempo per aiutare un ragazzo in overdose, mentre Susan dà una mano a un anziano, la cui moglie soffre di Alzheimer e di ipotermia. La dottoressa è anche adulata dal suo ammiratore teenager; questo però non l'aiuta ad addolcire le cattive notizie per il suo giovane paziente malato di cancro.

## Mille gru
- Titolo originale: A Thousand Cranes
- Diretto da: Jonathan Kaplan
- Scritto da: David Zabel

### Trama
Gregory e Michael vengono prelevati e interrogati come possibili sospettati in un caso di furia omicida da Doc Magoo's. Una comprensiva Susan si occupa dell'innamorato paziente oncologico, che teme di non avere ancora molto tempo a sua disposizione. Altrove, John riceve una moderata tirata d'orecchi da Maggie, quando di mala voglia la porta all'aeroporto sebbene stia ponderando una decisione che potrebbe cambiargli la vita. Il problematico Luka riflette sulla sua tragica vita quando è obbligato a consultare uno psicologo.
- Guest star: Chris Pine

## Incidente di percorso
- Titolo originale: The Advocate
- Diretto da: Julie Hébert
- Scritto da: Joe Sachs

### Trama
Kerry si ritrova in difficoltà quando aggira le regole per curare l'amante del suo nuovo potente amico, ammalato di sifilide. Quando il paziente accusa una severa reazione allergica, la dottoressa cerca disperatamente di coprire le sue tracce e di non compromettere la sua etica ancora di più. Nel frattempo la carriera di Kerry continua a ricevere delle spinte a spese del caparbio Robert; John e Abby reimpostano la loro relazione. Altrove, Luka rumina ad alta voce sulla sua carriera mentre si occupa di una ribelle teenager che afferma di avere subito violenze sessuali nel campo per ragazzi difficili da cui proviene; John si prende cura di una donna di mezz'età che è stata lentamente avvelenata.
- Guest star: Josh Radnor

## Missile all'opera
- Titolo originale: Finders Keepers
- Diretto da: T.R. Babu Subramaniam
- Scritto da: Dee Johnson

### Trama
Il pronto soccorso diviene un luogo pieno di tensione quando Robert ne assume il controllo e offende praticamente tutti con le sue inette e dittatoriali politiche. Kerry intanto diviene primario al posto del collega. Susan è piacevolmente sorpresa nel ricevere la visita di un uomo, che ha sposato a Las Vegas mentre entrambi erano ubriachi; Luka richiede l'aiuto di Elizabeth nella sua battaglia per portare in America un giovane croato, che potrà sopravvivere solamente con le cure prestate negli Stati Uniti. Elizabeth intanto consiglia una spaventata ragazza incinta, il cui cancro mette in pericolo sia la sua vita che quella del piccolo che aspetta; inoltre la baby sitter della chirurga accidentalmente travolge il piede di un astuto venditore ambulante. Gregory lotta per riuscire a comprare a Jing-Mei un regalo per il suo compleanno. Susan è spaventata per quel che è accaduto a una donna che è caduta e viene ricoverata per un polso rotto.

## Le cose cambiano
- Titolo originale: Things Change
- Diretto da: Richard Thorpe
- Scritto da: R. Scott Gemmill

### Trama
Abby è minacciata da un paziente psicotico, curato in maniera errata, e viene a conoscenza di notizie riguardanti il fratello disperso. Robert continua a dare giudizi avventati, e a farsi dei nemici, quando ordina che un uomo con un grave problema alla gola sia rispedito a casa. Inoltre, il chirurgo cerca di operare un paziente in una delle salette del pronto soccorso. Luka dà il benvenuto a un'amica croata, medico anch'essa, e l'aiuta a farsi un'idea del caos che regna negli ospedali delle città americane. John riceve alcune brutte notizie da casa, mentre guida un gruppo di ansiosi studenti di medicina che sono testimoni del suo rifiuto di smettere la rianimazione di un paziente con un arresto cardiaco.

## Partenza
- Titolo originale: Foreign Affairs
- Diretto da: Jonathan Kaplan
- Scritto da: David Zabel

### Trama
Malgrado abbia ricevuto tragiche notizie da casa, ossia la morte dell'amata nonna, John cerca di evitare che un addolorato membro di una banda consumi una vendetta; Luka chiede l’aiuto della Weaver per aggirare le regole per fare arrivare un morente ragazzo croato a Chicago, in una corsa contro il tempo per salvargli la vita. Alla fine la sua collega croata avrà a disposizione tutta l’equipe dell’ospedale ma questo non basterà a far sentir meglio Luka il quale decide di partire per il Congo per ritrovar la passione nel suo lavoro.

Nel frattempo, il triste raduno della famiglia Carter viene interrotto dal mentalmente instabile fratello di Abby, Eric, che ha lasciato la cura volontaria per causare problemi. Altrove, Susan non sembra in grado di rompere la sua relazione con l'ex marito; un giocatore di baseball della minor league con una seria malformazione cardiaca viene ricoverato alla vigilia del suo debutto con i Cubs; un tormentato Robert prende la drammatica decisione di procedere con l’amputazione del suo lacerato braccio dopo essersi procurato gravi ustioni con una teiera in casa. La Corday si avvicina al chirurgo Dorset ma quando vede Romano da solo sul lungofiume gli si avvicina e lo conforta. Carter ha un violento scontro con Abby e la allontana.

## L'eclissi
- Titolo originale: When Night Meets Day
- Diretto da: Jack Orman
- Scritto da: Jack Orman

### Trama
Una doppia visione dell'episodio divide i turni di giorno e di notte di John e Gregory. Un frustrato John quasi si commuove quando cura due vittime di un avvelenamento di massa a scopi religiosi, legato all'eclissi solare di quel giorno; un membro di una banda ferito; una monaca buddista morente; una vittima di un attacco cardiaco. Nel turno di notte, che dovrebbe essere il suo ultimo in pronto soccorso, Gregory si occupa di una donna il cui bambino non ancora nato le è stato tolto letteralmente dal grembo, organizzando in seguito una ricerca del piccolo, di un vigile del fuoco ustionato e di altre vittime dell'avvelenamento di massa. Nel frattempo, Robert sperimenta la vita dei pazienti dovendo sottoporsi a un intervento di amputazione del braccio.

## Kisangani
- Titolo originale: Kisangani
- Diretto da: Christopher Chulack
- Scritto da: John Wells

### Trama
In un episodio fuori dall'ordinario un sudatissimo John finalmente arriva nel Congo, lacerato dalla guerra, come membro di un programma medico volontario. Il giovane si ritrova ad armeggiare con primitivi attrezzi da terzo mondo, pochi eroici membri dello staff medico e pazienti dolenti che sommergono il piccolo ospedale, mentre una sanguinosa guerra civile minaccia di raggiungerli tutti. John si avventura più profondamente nella giungla per raggiungere Luka, ed entrambi rischiano le loro vite recandosi in un crudo avamposto utilizzato per la campagna vaccinatoria. Presto i due si ritrovano sulla linea calda del fuoco tra esercito governativo e ribelli.